# Königsbergs voetbalkampioenschap 1906/07
In 1906/07 werd het derde Königsbergs voetbalkampioenschap gespeeld, dat georganiseerd werd door de Königsbergse voetbalbond. FC 1900 Königsberg werd kampioen. De club nam nog niet deel aan verdere regionale eindrondes. 

## Eindstand
| Plaats | Club                                | Wed. | W | G | V | Saldo | Ptn |
| ------ | ----------------------------------- | ---- | - | - | - | ----- | --- |
| 1.     | FC 1900 Königsberg                  | 3    | 3 | 0 | 0 | 32:2  | 6:0 |
| 2.     | SC Ostpreußen 1902 Königsberg       | 3    | 2 | 0 | 1 | 3:17  | 4:2 |
| 3.     | Sportzirkel Samland 1904 Königsberg | 3    | 1 | 0 | 2 | 2:6   | 2:4 |
| 4.     | SC Prussia 1904 Königsberg          | 3    | 0 | 0 | 3 | 1:13  | 0:6 |

|  | Kampioen |